# 李祖恩
李祖恩（1890年—1937年），民国时期北洋政府财经人士、银行家。小港李家人。

## 生平
生于大清光绪十六年（1890年），庚寅八月十五日。早年赴英国留学，学习于伦敦政治经济学院。三年后学成归国。当时清廷大办洋务，受洋务派领袖盛宣怀赏识，出任邮传部主事。
民国时期，为北洋政府财政要人。任职于中华民国财政部，先后担任财政部公债司科长，库藏司司长，币制局参事、主事。曾担任汉口中国银行行长。终任印制局局长。有“小财神”之称。
在中华民国财政部库藏司司长任上，曾协助曹汝霖向外国借款以筹军费，如曹曾向日本借款三千万日元（又称“西原借款”）。为使借款汇兑方便，曹在北京设立汇业银行，是中国历史上第一家由中国、日本合办的合资银行，李祖恩即担任该银行的经理。
逝世后，于民国三十二年（1943年）六月三日，葬于上海市法华乡霍必兰路永安公墓内。

## 家族
李祖恩出生上海著名实业家族小港李家。祖籍浙江省宁波府镇海县（今属宁波市北仑区）。是小港李家第四代的代表人物之一。是民国财政要人张寿镛大姐之子（外甥）。
曾祖为上海工商巨子李也亭。祖父李讳嘉，人称梅塘先生。父亲李厚祺，字如山。妻方氏，出自桕墅方家。
有子二人，长子李民伟，早年留学于日本早稻田大学、东京铁道讲习所。次子李民汉，毕业于上海沪江大学。
有女二人，长女李燕云，上海沪江大学毕业，嫁给鄞县张景明。次女李庆云，毕业于复旦大学，嫁给吴兴县吴季和。
有孙五人，分别是李维纲、李维绅、李维纪、李维经和李维绶。另有孙女三人。